# Píos Operarios Catequistas Rurales
La Congregación de los Píos Operarios Catequistas Rurales (en latín: Congregatio Piorum Operariorum Ruralium) es una congregación religiosa clerical de la Iglesia católica de derecho pontificio, fundada por Carlo Carafa, en 1600 en Nápoles, Italia. Los miembros de este instituto son conocidos como píos operarios o también como misioneros ardorinos y posponen a sus nombres las siglas:P.O.C.R.

## Historia

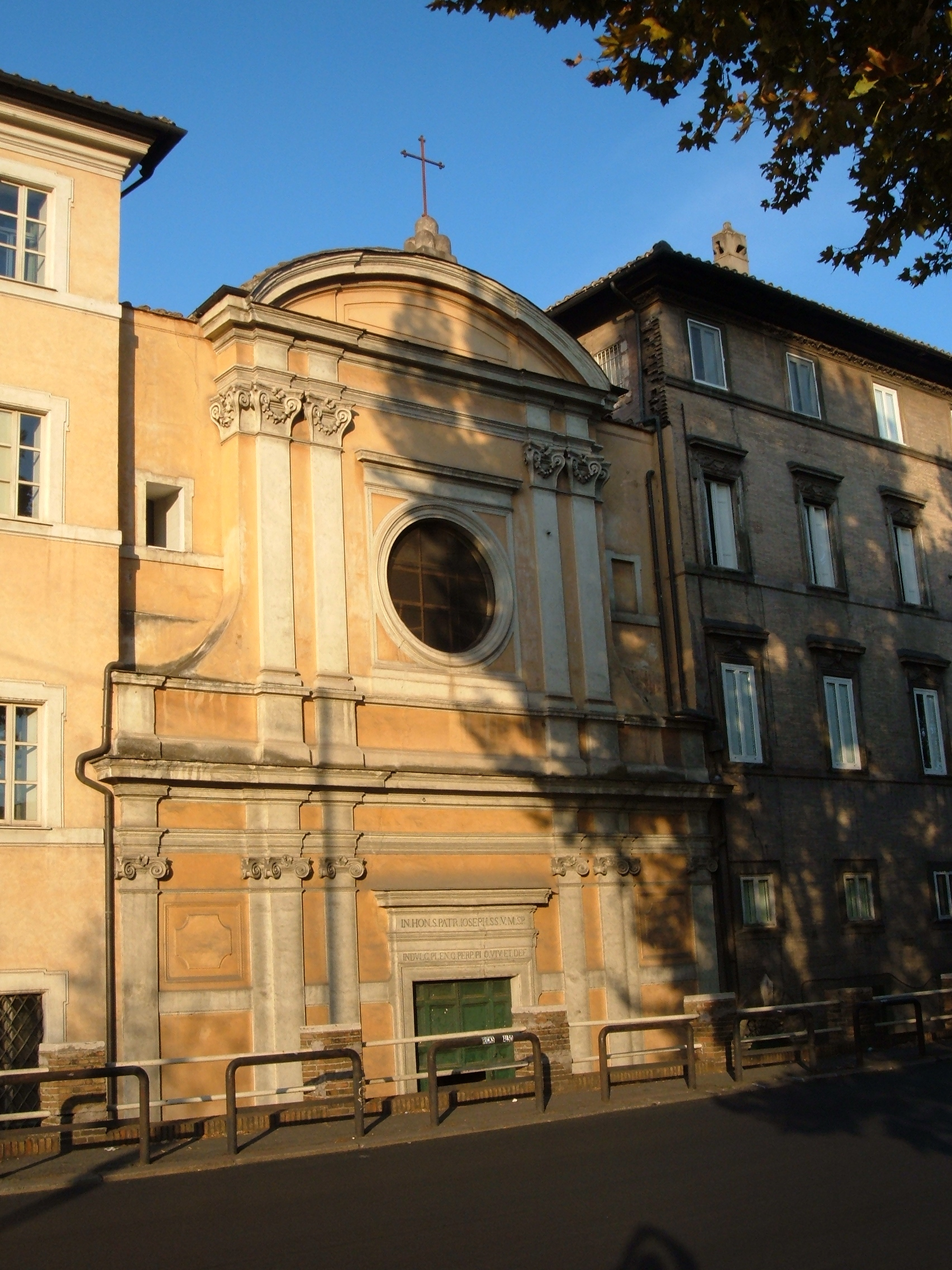
Iglesia de San Giuseppe alla Lungara, en Roma, sede general de la congregación.

La congregación actual es el resultado de la unión, el 18 de junio de 1943, de dos familias religiosas, los píos operarios y los catequistas rurales.

### Píos Operarios
La Congregación de los Píos Operarios nació con el nombre de Congregación de la Doctrina Cristiana, fue fundada por Carlo Carafa (1561-1633) en Nápoles, hacia el 1600, con el objetivo de evangelizar en las zonas rurales. El instituto fue aprobado en el 1 de abril de 1621 por el papa Gregorio XV, cambiando el nombre por el de píos operarios. Los religiosos de esta congregación gozaron de gran prestigio e los siglos XVII y XVIII, por su labor durante el tiempo de la peste y porque algunas de sus casas, especialmente la de San Nicola alla Carità en Nápoles, fueron renombrados centros de espiritualidad. Además, ayudaron al nacimiento de nuevas congregaciones religiosas como las Maestras Pías Filipenses de Lucía Filippini, y la del Santísimo Redentor de Alfonso María de Ligorio. El obispo Tommaso Falcoia, también religioso pío operario. fue uno de los fundadores de las monjas redentoristas.

### Catequistas rurales
La Congregación de los Catequistas Rurales tiene su origen en Gaetano Mauro, en 1925, en Calabria (Italia), que funda la Asociación Religiosa de los Oradores Rurales, con el fin de predicar el Evangelio a los campesino. Algunos miembros de este grupo llevaban vida en común, en Montalto Uffugo, y fueron llamados los ardorinos. El 8 de diciembre de 1928, estos se convirtieron en congregación religiosa tomando el nombre de Catequistas Rurales. El 27 de junio de 1930 recibieron la aprobación diocesana de Tomasso Trussoni, obispo de Cosenza.

### Unión
Las dos congregaciones se unieron en una sola el 28 de junio de 1943, con la aprobación del papa Pío XII, para evitar que la antigua Congregación de los Píos Operarios desapareciera.

## Organización
La Congregación de los Píos Operarios Catequistas Rurales es una congregación religiosa clerical [de derecho pontificio]], internacional y centralizada, cuyo gobierno es ejercido por un superior general. La sede central se encuentra en la iglesia de San Giuseppe alla Lungara, en Roma.
Los misioneros ardorinos se dedican a la evangelización y asistencia social de las poblaciones rurales y de la juventud. En 2017, la congregación contaba con 50 religiosos, de los cuales 32 eran sacerdotes, y unas 6 casas, presentes en Italia, Canadá y Colombia.

## Personajes ilustres
- Carlo Carafa (1561-1633), venerable, clérigo italiano y fundador de los píos operarios en 1600.
- Gaetano Mauro (1888-1969), siervo de Dios, clérigo italiano y fundador de los catequistas rurales en 1928.
- Emilio Giacomo Cavalieri (1663-1723), siervo de Dios, religioso profeso pío operario italiano y obispo de Troia.
- Tommaso Falcoia (1663-1743), religioso profeso pío operario italiano, obispo de Castellammare di Stabia, fundador de la Asociación de Sacerdotes Diocesanos Auxiliares de los Párrocos y cofundador de las monjas redentoristas